# クール・ランニング
『クール・ランニング』（Cool Runnings）は、ボブスレーを題材にしたアメリカ合衆国のスポーツ・コメディ映画。1993年公開。ジョン・タートルトーブ監督作品。

## 概要
カリブ海の南国ジャマイカのボブスレー男子4人乗りチームが、カナダのアルバータ州カルガリーで1988年に行われた冬季オリンピックに初出場した実話を基に制作された作品。フィクションのエピソードを加えており、登場人物は全て架空である（#実話との相違点参照）。
映画の音楽は随所にレゲエが用いられ、カルガリーの雪景色に南国の陽気なリズムという相反するイメージを融合させている。本職の競技で挫折を味わったジャマイカ選手たちが苦難と対峙しながら友情を深め、オリンピックで活躍する姿を、コミカルでありながらも感動的に描いている。
本映画のヒットもあり、実際のジャマイカチームは国の資金援助を得て、以降2002年のソルトレークシティオリンピックまで5大会連続出場。以降は資金援助が減り、出場から遠ざかっていたが、2002年当時の出場選手が現役復帰し、世界中からの寄付金も得た上で2014年ソチオリンピックにて2人乗りでは12年ぶりに、2022年開催の北京オリンピックにて4人乗りでは24年ぶりにそれぞれ出場を果たしている。

## あらすじ
1987年、常夏の国・ジャマイカ。1988年ソウルオリンピックの陸上男子100メートル競走代表選手を決める選考会で、父親も過去オリンピック100m走で金メダルを獲得し、代表有力候補と目されていたデリース・バノックはスタートラインに着く。下馬評通りデリースはレース途中まで先頭を争うが、隣のレーンを走っていたジュニアがバランスを崩して転倒し、デリースとユル・ブレナーの2人も巻き込まれる形で転倒してしまい、夏季オリンピック出場の夢は断たれた。
後日、デリースは委員会でレースのやり直しを訴えるが、取り合ってもらえない。デリースはその時、委員会室の壁に掛けられた写真に目を留める。そこには金メダルを首にかけているデリースの父と共に、1人の白人男性が写っていた。その男は当時、ボブスレーで金メダルを獲得したアメリカ人選手（アービング・ブリッツァー）で、現在この町のプールバーにいると知らされる。その瞬間、デリースは「ボブスレーでオリンピックに出場して金メダルを獲ろう」という奇抜なアイデアを思いつく。
今は肥え太り、ギャンブルに明け暮れていたアービングをコーチに迎え、デリースの親友で『手押し車レース』の名手サンカと共にメンバーを募集する。しかし加わったのは、純朴だが気弱なジュニアと、ジュニアに転倒させられた短気なユルという因縁の2人で、団結力も今ひとつ。練習用にボロボロのソリを手に入れるが、ジャマイカに雪はない。草原の斜面で滑ったり、寒さ対策で冷凍庫に入ったり。遠征費用の捻出にも苦労するが、結局ジュニアが無断で父親の高級車を売って調達する。
試合用のソリが無いままカナダに到着するも、あまりの寒さに動けない4人。頼み込んで、アメリカチームの練習用中古ソリを譲ってもらうが、氷上をまともに歩けず滑って転び、これまた練習できずにいる有様。現地では他者から嘲笑され、新聞にも冷やかし記事が掲載される。さらに、アービングが選手当時、競技中の不正行為により金メダルを剥奪されていた事実も明らかになる。酒場では他国選手から侮辱されて喧嘩となり出場停止寸前になるが、この事で団結力がつき、予選で通過基準タイムをクリア。しかし競技委員会から「国際大会の出場経験が無い」との理由で失格にされてしまうが、アービングによる懸命の主張が実り、本戦出場の権利を得る。
本戦1日目は緊張のうえ、強豪スイスチームのマネをしようとして自滅。2日目は自分たちのスタイル『クール・ランニング』で臨もうと話し合い、ラップを歌いながら登場し自己ベストタイムで8位に入選。最終日、スタートは好調だったが、途中でソリが壊れて激しく転倒する。しかし、4人は起き上がってソリを担ぎながら何とかゴールを目指す。その姿に、観衆や他国チームたちから万雷の拍手が沸き起こる。息子の行為に憤慨し、息子を連れ戻すため現地を訪れていたジュニアの父もジャマイカ応援シャツを掲げ、笑顔で見守る中、ジャマイカチームは完走を果たす。

## 登場人物
デリース・バノック
演 - レオン
1988年ソウルオリンピックの陸上男子100メートル競走の代表最有力候補と目されていた陸上選手。しかし不運により競技に失敗し、出場の道を断たれる。父親ベンは過去にオリンピック100m走で金メダルを獲得した実力者。アスリートらしい引き締まった肉付きをしており、女性からも評判がいい。結構、砕けた性格できつい冗談を飛ばすことがあり、向こう見ずでボブスレーを知らないでボブスレーに挑戦しようとしたが、アスリートとしての意思は強く、スポーツで成功することを常に考え、相手に非があったとはいえ選手の立場にいながらも乱闘騒ぎでスキャンダルを起こしたユルとジュニアに怒っていた。ボブスレーの担当はドライバー。
サンカ・コフィ
演 - ダグ・E・ダグ
ドレッドヘアが特徴のデリースの親友。『手押し車レース』の名手。ボブスレーの担当はブレーカー。ナルシストな作り歌をしながらも、自分の軽口を叩かれても気にしない寛容さを持つ。陽気だが楽観的ではなくボブスレーの挑戦にも最初は慎重だった。読書をたしなむなど教養もあり、具体的かつ冷静な説教をできる思慮を持つ。4人の中では唯一、スポーツマンではないからか、肉体能力や運動神経に遅れをとっており、カナダの寒さに一番慣れていなかった。心構えもできておらず、ユルとジュニアが酒場でヨゼフたちと乱闘を起こしたことでデリースはスキャンダルでアスリートの地位を失ったかもしれないことを理由に叱りながらもサンカは呑気にしていた。
ジュニア・ベヴィル
演 - ロール・D・ルイス
陸上選手。ボブスレーの担当はセカンドマン。悪人ではないが夏季オリンピックの選考会場で転倒してユルとデリースを巻き込んでしまったり、カナダに着いてから東ドイツの選手と喧嘩になったりなどのトラブルメーカーに。
上記のアクシデントが理由で当初はユルから目の敵にされていた。
ただし、気弱だが会話を好み、純朴で根は善良な人物であり、デリースとユルのオリンピック出場を台無しにしてしまった責任感から、父から譲り受けた車を売却して遠征費用を捻出した。また、理想が過ぎて現実的とは言えない努力をしようとしているユルの頑張りを否定したサンカに対して「努力をすれば報われることもある」とユルに親身になるなど仲間思いである。父親を尊敬しており、貧乏な出自でありながらも大成して大富豪となった話を聞いて自分への励みにしている。ただし、御曹司という立場から、父親を恐れており、このことで決断力が鈍ることもあったが、これも様々な経験から克服するようになる。
ユル・ブレナー
演 - マリク・ヨバ
陸上選手。短気でプライドが高い性格。ボブスレーの担当はサードマン。陸上選手としての実力は、デリースのライバルになるかもしれないとサンカから認められるほどの実力者。一匹狼の気質で協調性がないが大成したいという気持ちが強くボブスレーで一山当てることを考える。腕相撲が強く試合で連戦連勝をした。教養はなく、読書を「ガキの読み物」とバカにしている。ただし、ユルのほうが頭が悪いとメンバーから指摘されており、現にバッキンガム宮殿を写真でしか全然知らず、そこに住むことを夢と語ったことでメンバーから呆れられていた。ただし、それでもジュニアからは頑張れば夢は叶うと優しくしてもらい、このことでジュニアに信頼を置くようになり、家の立場などで悩んでいるジュニアを逆に諭すこともあった。
アービング・ブリッツァー
演 - ジョン・キャンディ
ボブスレーの元金メダリスト。金メダルを2つ取り、2人乗りと4人乗りの両方で世界記録を出した実績を持つ。しかし、現在は肥え太り、ギャンブルに明け暮れている。デリースの父の知人でもある。また、現役時代にどうしても勝ちたいという執念から不正をしたことで金メダルを剥奪されていた事実もある。ラジオで流れていた競馬の結果が自分の思い通りにならなかったことでラジオを壊すなど短絡的なことをしたりもする。コーチになる話はジャマイカに雪がなく、オリンピックまでの準備期間が極めて短いことから当初は乗り気ではなかったが、デリースの食い下がらない根気に根負けして受け入れる。現実的でジャマイカがボブスレーのことで立場や地位がないことを理解しており、開催地であるカナダでは慎重になるようメンバーを諭している。
ベン・バノック
デリースの父親。写真だけでの登場。現役時代に100mを10秒0で走り金メダルを獲得したことから、ボブスレー選手を探しに来たアービングと面識を持つ。
ジョイ・バノック
デリースの妻。
サンカの母親
息子のことを「怠け者でいいかげんで、やせっぽちのバカ息子」と評しているが、それでも息子が度を越して悪く思われるのは嫌なようで先述の発言をしたときにバノック夫妻に笑われたことで「笑いすぎ」と制した。
バーリントン・クーリッジ
ジャマイカオリンピック委員会の重役。勝負には厳しく、不幸でレースが台無しになったデリースの意見を認めなかった。ボブスレーにも懐疑的な目で見ていたが、デリースたちジャマイカチームがオリンピック本戦で8位に食い込む活躍を見せるとスポーツバーまで応援に来た。
ウィットビー・ベヴィル
ジュニアの父親。息子の就職口を探すなど愛情はあるが、陸上選手としては認めていない。息子曰くワンルームのボロ屋から始まり、努力をしてキングストン一の金持ちになった。この話はジュニアの励みにもなっている。
ラリー
アービングの知人。デリースを見かねてアービングの過去の不祥事を伝えるが、デリースからはその話を特に気にする素振りもなく一蹴された。
ロジャー
アービングの知人。アービングには比較的好意的でチームのソリを手配してくれる。
ヨゼフ・クルーク
東ドイツの代表選手。アービングからも世界屈指といわれるボブスレーのドライバー。しかし、性格は高慢でジャマイカ人のデリースたちを後進国と馬鹿にしていた。だが、ジャマイカチームがソリを転倒してもソリを担ぎ上げゴールにたどり着いた姿に感動し、敬意を表すようになる。

## キャスト
| 役名                     | 俳優                           | 日本語吹き替え                        | 日本語吹き替え | 日本語吹き替え |
| 役名                     | 俳優                           | ソフト版                              | 日本テレビ版 | 機内上映版     |
| ------------------------ | ------------------------------ | ------------------------------------- | --- | -------------- |
| デリース・バノック       | レオン                         | 松本保典                              | 大塚芳忠 | 真地勇志       |
| サンカ・コフィ           | ダグ・E・ダグ                  | 島田敏                                | 堀内賢雄 |                |
| ジュニア・ベヴィル       | ロール・D・ルイス              | 中村雄一                              | 高木渉 | 石野竜三       |
| ユル・ブレナー           | マリク・ヨバ                   | 荒川太郎                              | 荒川太郎 |                |
| アービング・ブリッツァー | ジョン・キャンディ             | 樋浦勉                                | 玄田哲章 |                |
| バーリントン・クーリッジ | ウィンストン・ストン           | 藤本譲                                | |                |
| ジョイ・バノック         | ベルティーナ・マコーレー       | 折笠愛                                | |                |
| カート・ヘンウィル       | レイモンド・J・バリー          | 塚田正昭                              | |                |
| ロジャー                 | ポール・クーア                 | 稲葉実                                | |                |
| ラリー                   | ラリー・ギルマン               | 小室正幸                              | |                |
| ママ・コフィ             | ポーリーン・ストーン・マイリー | 巴菁子                                | |                |
| ウィットビー・ベヴィル   | チャールズ・ハイアット         | 峰恵研                                | |                |
| その他                   |                                | 林田尚親 星野充昭 佐藤しのぶ 中崎達也 | 山野史人 水谷優子 井上倫宏 石森達幸 藤本譲 秋元千賀子 辻親八 仲野裕 田原アルノ 稲葉実 塚田正昭 浅野まゆみ 大川透 星野充昭 喜田あゆ美 水原リン 吉田孝 |                |

- ソフト版吹き替え - VHS・DVD収録
- 日本テレビ版吹き替え - 初回放送1998年2月6日『金曜ロードショー』

※現在は日本語吹き替え版のオフィシャル化により、日本テレビ版を放送する事はできない。

## 地上波放送履歴
| 回数 | テレビ局   | 番組名             | 放送日         | 放送時間      | 吹替版       | 視聴率 | 備考                                                                                         |
| ---- | ---------- | ------------------ | -------------- | ------------- | ------------ | ------ | -------------------------------------------------------------------------------------------- |
| 1    | 日本テレビ | 金曜ロードショー   | 1998年2月6日   | 21:00 - 22:54 | 日本テレビ版 | 19.2%  | 地上波初放送                                                                                 |
| 2    | 日本テレビ | 金曜ロードショー   | 1999年12月17日 | 21:00 - 22:54 | 日本テレビ版 | 14.4%  |                                                                                              |
| 3    | フジテレビ | ゴールデン洋画劇場 | 2001年6月16日  | 21:00 - 22:54 | 日本テレビ版 | 10.8%  |                                                                                              |
| 4    | 日本テレビ | 金曜ロードショー   | 2022年2月11日  | 22:00 - 23:54 | ソフト版     |        | 北京五輪開催記念で放送。 同大会のスキージャンプ 男子ラージヒル予選中継のため、60分繰り下げ。 |

## 実話との相違点
- 登場人物は全て架空。ジャマイカチームのプロデューサーが手押し車レースに着想を得ているのは事実であるが、そのまま手押し車レーサーがメンバーに加わるのはフィクションである[9]。
- 映画では陸上競技のアスリートがオリンピックに出たい一心でボブスレーチームのメンバーになるが、現実には地元の新聞に選手募集の求人を出しても反応がなかったため、ジャマイカ国防軍所属のアスリートから選ばれている。ただし兄の負傷で急きょ交代した、ソウル五輪を目指す現役陸上選手が1名参加している[9]。
- 映画では4人乗りしか描かれていないが、ドライバーとブレーカーは2人乗りにも出場している。
- 選手団は現地で歓迎されており、映画のように奇異の目で見られることはなかった。
- チームを率いたコーチは試合を残してカルガリーを離れており、映画のように1人のコーチが大きな役割を果たしたという事実はない。
- 映画では3日間開催されているが、実際には2日間の開催である。
- オリンピックで転倒するのは事実であるが、ソリの不具合ではなく、技術面で劣っていたからである。
- 1988年当時のジャマイカチームのレース映像も一部使用されており、転倒時のニュース映像も実際のものだが、選手は大会係員の手助けを受けて速やかに救出され、係員がソリを押して、選手は歩いてゴールした。映画のように自らソリを担いでゴールはしていない[10]。

## エピソード
- カナダのホテルで「臭いぞ」と文句をいわれながらサンカが作る「ママの秘伝」はバナナ・ソテーである。

## 主題歌
ジミー・クリフの『アイ・キャン・シー・クリアリー・ナウ』が使用された。

## 興行成績
- アメリカ国内総売上:$68,856,263[1]
- 他国の総売上:$86,000,000[1]
- 世界総売り上げ:$154,856,263[1]
- ジャマイカ総売り上げ:$46,271